# Señor de Man
El Señor de Man (en inglés: Lord of Mann; manés: Çhiarn Vannin) es el jefe de Gobierno y Lord propietario de la Isla de Man, una dependencia de la Corona Británica. 
Quién actualmente ostenta este cargo es el rey Carlos III, sin embargo, cabe recalcar que, a pesar de ser el jefe de gobierno, el representante del monarca en la isla es el vicegobernador.

## Historia

### Período vikingo
Este titulo fue usado principalmente por los vikingos desde 1079, luego de que Godred Crovan, rey de Dublín, invadiese la isla en la Batalla de Skyhill y se auto proclamase como Rey de Man y las Islas.

### Periodo inglés (sigloxiv-xv)
En el siglo XIV, la soberanía de la isla fue transferida a Inglaterra mediante el Tratado de Perth, pasando este titulo a ser otorgado a los vasallos del monarca inglés, durando así hasta el siglo XV.

### Gobierno de laFamilia Stanley
Durante el gobierno de la dinastía Stanley el titulo pasó a ser de carácter ceremonial, puesto que los Stanley se centraron en mayor medida en los aspectos prácticos de la gobernanza y la defensa de la isla. 
En 1504, el título cambió a Señor de Man, posiblemente para reflejar una evolución en el gobierno autónomo de la isla.

### Devolución a la corona británica
En 1765 fue realizada la compra de la Isla de Man por parte del gobierno británico, quien la compró por 70 mil libras esterlinas y una anualidad de 2 mil libras, siendo devuelto el título a la corona británica. Con dicha compra, la isla pasó a formar parte del Reino de Gran Bretaña como una dependencia de la Corona y, con esta compra, siendo su primer titular el rey Jorge III, nombrado ese mismo año como Señor de Man.

## Uso actual
Actualmente, por razones históricas y tradicionales, se le continúa llamando al monarca como Señor de Man, aunque el tratamiento sea solo usado en el Brindis leal. 
El tratamiento protocolar para este título es El Rey y Señor de Man, siendo usado dicho tratamiento en la proclamación de Carlos III en la isla.
Adicionalmente, en el caso de que quien gobernase en el Reino Unido fuese una mujer, se le es llamada Lady (señora) de Man, siendo la reina Victoria la primera gobernante en ser tratada de esa forma en la isla. Sin embargo  durante el reinado de Isabel II ocurrió una excepción, pues, durante su reinado fue tratada como Lord de Man.